# Етвининг
Етвининг је интернет портал који повезује запослене у школским и предшколским установама широм Европе са циљем да им омогући да заједнички осмишљавају и спроводе пројекте, размењују идеје и примере добре праксе, повезују ученике и обогаћују наставу. Етвининг портал промовише сарадњу школа у Европи и шире путем употребе информационо-комуникационих технологија, пружајући при томе помоћ, подршку и готове алате. Коришћење портала је бесплатно и безбедно.

## Историја
Пројекат је настао 2005. године у оквиру програма е-учења Европске уније и интегриран је у Програм доживотног учења од 2007. еТвиннинг је део Ерасмус + програма ЕУ за образовање, обуку, омладину и спорт. 
EТвиннинг је покренуt у јануару 2005. године. Његови главни циљеви су промовисање школовања као прилика за све ученике да уче и практикују ИКТ вештине и промовисање свести о мултикултуралном европском моделу друштва. Више од 13 000 школа учествовало је у еТвиннинг-у у првој години. У јесен 2008. године регистровано је преко 50 000 наставника и 4 000 пројеката, а покренута је нова платформа еТвиннинг. Од јануара 2018. године више од 70 000 пројеката ради у учионицама широм Европе, укупан број регистрованих наставника драматично је порастао на 550 000, а број регистрованих школа је 190 000 (бројеви се ажурирају дневно ). 

## Земље учеснице
Земље учеснице су земље чланице Европске уније : Аустрија, Белгија, Бугарска, Хрватска, Кипар, Чешка Република, Данска, Естонија, Финска, Француска, Немачка, Грчка, Мађарске, Ирске, Италије, Летонија, Литванија, Луксембург, Малта, Пољска, Португал, Румунија, Словачка, Словенија, Шпанија, Шведска, Холандија и Уједињено Краљевство . Поред тога, Албанија, Босна и Херцеговина, Бивша Југословенска Република Македонија, Исланд, Лихтенштајн, Норвешка, Србија и Турска могу такође учествују. Седам земаља из Европског суседства – Јерменије, Азербејџана, Грузије, Молдавије и Украјине, које су део источног партнерства и Тунис и Јордан, што је део Еуро-медитеранског партнерства .

### Етвининг у Србији
Србија се прикључила овом инетернет порталу 2015 године у оквиру Ерамус плус програма. Од 2015. до данас у Србији има 3071 пријављених наставника (тај број се свакодневно мења).

## Рефренце
1. ↑  „eTwinning - Homepage”. www.etwinning.net (на језику: енглески). Архивирано из оригинала 14. 10. 2018. г. Приступљено 01. 12. 2018.
2. ↑  „Erasmus+”. Erasmus+ - European Commission (на језику: енглески). Приступљено 01. 12. 2018.